# Tessa Louise-Salomé
Tessa Louise-Salomé est une réalisatrice, scénariste et productrice française.
Son premier long-métrage, Mr. Leos CaraX est sélectionné en 2014 au Sundance Film Festival aux États-Unis dans la section World Cinema Documentary Competition.
En 2022, son second long-métrage, The Wild One, narré par Willem Dafoe est présenté en compétition au Festival de Tribeca et remporte le prix de la meilleure photographie.

## Biographie
Tessa Louise-Salomé fait ses débuts en tant qu’assistante mise-en-scène (notamment auprès de Xavier Beauvois). En 2006, , elle crée avec la productrice et réalisatrice Chantal Perrin, une société de production spécialisée dans le documentaire, la fiction et le film d’art.
Elle réalise, produit et participe à des films d’art et des portraits d’artistes pour les galeries Beaubourg, Emmanuel Perrotin, Kamel Mennour et Thaddaeus Ropac ; en collaboration avec, ou pour des artistes et cinéastes tels que Cindy Sherman, Francesco Vezzoli, Fabien Chalon, Terence Koh, Sophie Calle ou encore la directrice de la photographie française Caroline Champetier.
Après Drive in Holy Motors (2013), documentaire sur la naissance de Holy Motors le cinquième film de Leos Carax, elle réalise son premier long-métrage documentaire Mr. X, le Cinéma de Leos Carax (en) (2014), une incursion dans l’univers du réalisateur français. Le film est sélectionné en compétition officielle au Festival de Sundance la même année. Elle réalise par la suite le documentaire Il était une fois... Mommy (2017), sur le film de Xavier Dolan, dans la collection Un film, une époque pour ARTE.
Elle co-produit le long métrage documentaire pour le cinéma Sébastien Tellier, Many Lives (2020) de François Valenza ainsi que le film Under The Skin de Martina Margaux Cozzi sur l’artiste plasticien Anish Kapoor, sélectionné au Rome Independent Film Festival.
Elle produit aussi des œuvres engagées, que ce soit avec Illegal Love (2011), film sur l’activisme en faveur des droits des homosexuels (Queer Palm – Festival de Cannes), avec le film de Nicolas Premier The Tears That Touch The Sun (2023) sur l’héritage post-colonial européen sélectionné au Festival international du film de Rhode Island, ou encore avec Lady of The Gobi, en compétition au Grierson The British Documentary Awards 2023 dans la catégorie « meilleur court-métrage documentaire ».
The Wild One qu'elle réalise et produit est sorti en mai 2023 au cinéma. Narré par Willem Dafoe, le film retrace la vie du metteur en scène Jack Garfein, survivant de l’Holocauste, et figure majeure de l’Actors Studio. Le film reçoit en 2022 le prix de la meilleure photographie au Festival du film de Tribeca et la mention spéciale du jury au Festival 2 Cinéma 2 Valenciennes. La première française se déroule au Festival du cinéma américain de Deauville en septembre 2022. Elle remporte une étoile de la SCAM pour The Wild One en 2024.

## Filmographie

### Réalisatrice
Sauf indication contraire, les informations mentionnées dans cette section peuvent être confirmées par la base de données cinématographiques IMDb,  présente dans la section « Liens externes ».

#### Longs métrages
- 2014 : Mr. X, le Cinéma de Leos Carax (en)
- 2023 : The Wild One

#### Courts métrages
- 2009 : Le Monde en Marche (co-réalisatrice et productrice)[6]
- 2013 : Drive In Holy Motors

#### Télévision
- 2017 : Il était une fois… Mommy

### Productrice

#### Courts métrages
- 2020 : Under the Skin, in conversation with Anish Kapoor de Martina Margaux Cozzi
- 2022 : Lady of The Gobi de Khoroldorj Choijoovanchig
- 2023 : The Tears That Touch The Sun de Nicolas Premier

#### Longs métrages
- 2011 : Illegal Love de Julie Gali[25]
- 2014 : Mr. X, le Cinéma de Leos Carax (en)
- 2015 : Prima Donna de Francesco Vezzoli
- 2020 : Sébastien Tellier, Many Lives de François Valenza
- 2023 : The Wild One